# Točnost Wikipedije
Točnost Wikipedije česta je tema od začetka projekta, kako među njenim suradnicima, tako i među korisnicima. Na Wikipediji i izvan nje vođene su mnoge rasprave o kvaliteti i točnosti njenog sadržaja, odnosno članaka i podataka koji se na njoj mogu naći.

## Uvodne napomene
Rasprave o kvaliteti i točnosti članaka obično se vode o načinu stvaranja sadržaja i stručnosti njenih mnogobrojnih suradnika okupljenih oko pojedinih Wikiprojekata, o načinu na koji se ispravljaju uočene pogreške ili manjkavosti sustava ispravljanja pogrešaka te o brzini kojom se na tim projektima množe novi članci. Za razliku od klasičnih enciklopedija, Wikipedija je utemeljena kao slobodni medij koji svatko tko ima pristup internetu može uređivati: tako je i postala svjetski fenomen s obzirom na način stvaranja i prezentiranja sadržaja, volonterski način sudjelovanja i vođenja te vrlo često neusklađeni način unošenja novih članaka, ali i neminovnih uređivačkih sukoba i razlika u pristupu pojedinih suradnika određenim temama, pisanja članaka za naknadu, "friziranje" članaka, brisanje i dodavanje činjenica.
Razumijevanje točnosti Wipedije nije moguće bez razumijevanja razlike između Wikipedije i tradicionalnih enciklopedija, bile one papirnate ili u elektroničkom obliku.
- s obzirom na to da se Wikipedija konstantno mijenja, vidi Posebno:Nedavne promjene - u veljači 2015. ima ~50 promjena u sat vremena, tj. red veličine je 1.000 uređivanja dnevno, wikipedija na engleskome jeziku mijenja se bitno brže, tamo je u ovom trenutku (veljača 2015.) više od 50 uređivanja u jednoj minuti, tradicionalno razumijevanje točnosti nije moguće
- moguća je analiza i usporedba snimka Wikipedije u jednom trenutku u vremenu s drugim relevantnim izvorima informacija, što je i činjeno
- problem wikipedije i točnosti isto tako ovisi o autorima članka i edit ratovima koje se vode oko njih. Kod nekih kontroverznijih tema, moguće su pristranosti i netočnosti zbog stalnih vandalizama koji se događaju. Ovo osobito vrijedi za teme koje imaju dijametralno oprečne poglede: političke, društvene, religijske... (npr. članak na engleskom jeziku o hrvatskom jeziku, Dubrovniku ili Ruđeru Boškoviću)

## Točnost wikipedije na engleskome jeziku
Uzevši sve to u obzir, česte su rasprave u akademskim krugovima o točnosti i kvaliteti Wikipedije kao izvora informacija u odnosu na enciklopedije koje imaju zatvoreni ili poluzatvoreni način stvaranja i uređivanja sadržaja. Prvi veći pothvat u provjeri točnosti i kvalitete proveo je 2005. godine američki znanstveni časopis Nature uspoređujući sadržaje Enciklopedije Britannice i Wikipedije na engleskom jeziku: rezultati usporedbe pokazali su da Wikipedija na engleskom jeziku točnošću i kvalitetom obrađenih i prezentiranih sadržaja iz područja prirodnih znanosti nimalo ne zaostaje za Britannicom. To izlaganje u časopisu Nature u mnogome je uvrijedilo vlasnike i urednike Britnannice, koji su u otvorenome pismu pobijali sve iznesene tvrdnje i način usporedbe u spomenutom istraživanju: na sva osporavanja i prigovore Britannice, Nature je dao odgovore kojima je samo potvrdio opravdanost i rezultate provedene usporedbe. Javno sukobljavanje dviju poznatih institucija Nature i Britanice privuklo je veliku medijsku pozornost, a i s time povećalo popularnost same Wikipedije. Debata o točnosti i kvaliteti wikipedije također je jedna od konstatnih argumentata koje postoje o vrednovanju otvorenih projekata i sistema rada bazara u odnosno kaotičkog konfederalnog sistema, s prema organiziranom hijerarhijskom načinu vođenja tj. argument katedrale i bazara odnosno argumenta između vođenja projekta s vrha sprema vođenju s dna. Ovo istraživanje točnosti Wikipedije nastavljeno je tako da postoji velika zbirka novinski članaka, eseja i znastvenih radova posvećeno na ovu temu i vezano za druga područja znanosti kao recimo medicina ili biologija, isto kao i na druge grane koje se bave politikom ili društvenim znanostima. U mnogim do sada provedenim istraživanjima zaključak je bio da je Wikipedija dovoljno pouzdana i skoro jednaka ili nadmašuje komercijalne izvore informiranja. Jedan zaključak u kojem se svi autori suglasni jest da Wikipedija ahilova peta jest da njena otvorenost omogućava najmerno unošenje krivih informacija koje se isprave kada se one uoče bilo od čitalaca ili od suradnika. No bez obizra na sve navedeno Wikipedija je dovoljno pouzdani izvor informacija ako se osoba želi nešto na brzinu saznati Problem vjerodostojnosti informacija odnosno reputacije uvijek je problem kod umreženih sistema koji su otvoreni svakome za pisanje, koje nimalo ne zaostaju za problemom reputacije kod recimo otvorenih projekata kao Linux ili GNU

## Točnost wikipedije na njemačkome jeziku
Njemački časopis iz računarstva c't u listopadu 2004. godine proveli su vlastio istraživanje u kojem su uspoređivali dvije komercijalne digitalne enciklopedije Brockhaus Multimedial, i Microsoft Encarta s Wikipedijom na njemačkom jeziku. Stručnjaci su ispitivali 66 članaka iz raznih područja. Nakon ispitivanja članaka, članci s njemačke wikipedije dobili su prosječnu ocjenu od 3,6 od maksimuma od 5 bodova. U ponovljenom ispitivanje uredništvo c't-a je u veljači 2007. ispitala 150 članaka od kojih je 56 detaljno ispitano. Pri ovom ispitivanju uspoređivanje je vršeno s tri komercijalne digitalne enciklopedije: Bertelsmann Enzyklopädie 2007, Brockhaus Multimedial premium 2007, Encarta 2007 Enzyklopädie. Autor članka zaključila je da Wikipedija na njemačkom jeziku nije sadržavala veći broj grešaka nego njihovi tržišni takmaci.
U prosincu 2007. njemački časopis Stern ovjavili su rezultate svoje usporedbe između Wikipedije na njemačkom jeziku i internetske inačice Brockhaus Enzyklopädie. Ovo ispitivanje izvršio je institue WIND GmbH iz Kolna. I ovom istraživanje analizirano je 50 članaka is obje enciklopedije koje su pokrivala razna područja znanosti i znanje (politika, gospodarstvo, šport, nauke, kultura, razonoda, zemljopis, medicina, povijest i religija). Svi članci ocjenjivani su na osnovu: točnosti, cijelovitosti, ažurnosti te jasnoćom. Ocijene su bile sljedeći na ljestvici između 1 (najbolji) i 6 (nagore), Wikipedija je bila pobjednica u krterijima točnosti cijelovitosti i ažurnosti, dok je Brockhaus jedino pobijedila na jasnoći. Jedna od zamjerki stručnjaka bila je da su neki wikipedijni članci bili prekomplicirani i dugi.

## Točnost wikipedije na hrvatskome jeziku
Wikipedija na hrvatskome jeziku također je predmet istraživanja, ne samo pojedinih medija sklonih žutilu nego i ozbiljnog tiska i znanstvenika. Primjer je analiza "Wikipedija nasuprot Hrvatskoj enciklopediji, kvalitativan odnos slobodno i tradicionalno uređenoga enciklopedijskoga sadržaja na hrvatskom jeziku" Ozrena Kubelke i Petre Šoštarić, koja na 15 stranica opisuje povijest i koncept Wikipedije, daje kratak pregled hrvatske enciklopedistike te dalje analizira sadržaj.
Tablica 1 iz studije: Usporedba opsega sadržaja (podaci preuzeti 15. svibnja 2012.)
|                             | Broj znakova | Broj članaka | Broj kategorija | Broj riječi |
| --------------------------- | ------------ | ------------ | --------------- | ----------- |
| Hrvatska enciklopedija (HE) | 44 252 707   | 6 682 619    | 68 718          | 131         |
| hrvatska Wikipedija (WP)    | 161 454 138  | 23 646 020   | 104 356         | > 1000      |
| Odnos HE : WP               | 1 : 3,62     | 1 : 3,53     | 1 : 1,52        | ≈1 : 8      |

Još jednom, analiza je rađena na podacima iz svibnja 2012. godine, uredništvo Studie lexicographice je rad zaprimilo u listopadu 2013. godine. Autori u zaključku svojeg preglednog rada kažu: